# Paul Ernst Emil Sokolowski

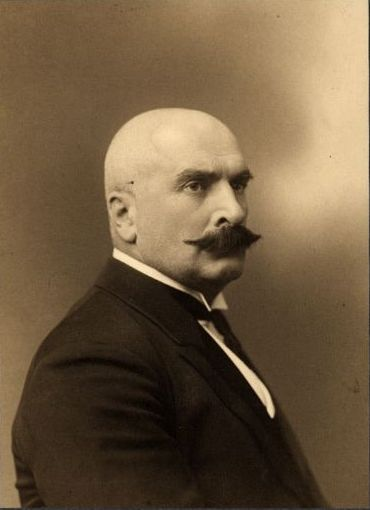
Paul Sokolowski

Paul Ernst Emil Sokolowski lub Pawieł Emilianowicz Sokołowski (ros. Павел Емельянович Соколовский, ur. 6 lipca?/18 lipca 1860 w Ronneburgu, zm. 16 listopada 1934 w Kownie) – rosyjsko-niemiecki prawnik i historyk prawa, profesor Uniwersytetu Fryderyka Wilhelma w Berlinie, Uniwersytetu w Królewcu, Uniwersytetu w Charkowie i Uniwersytetu w Kownie.

## Życiorys
Syn pastora Emila Sokolowskiego (1819–1869) i Wilhelminy von Sengbusch. Od 1872 do 1878 uczęszczał do gimnazjum rządowego w Rydze. Następnie studiował prawo na Uniwersytecie w Dorpacie od 1879 do 1884. Po ukończeniu studiów pracował jako adwokat w Moskwie i Warszawie. W 1888 delegowany do Instytutu Romanistyki w Berlinie. W 1895 roku został docentem prawa rzymskiego na Uniwersytecie w Kijowie. W 1906 roku został profesorem nadzwyczajnym na Uniwersytecie Fryderyka Wilhelma w Berlinie. W 1908 powołany na katedrę prawa rzymskiego w Królewcu. W 1933 objął katedrę Uniwersytetu w Kownie.
Żonaty z Emmy von Stwolinski (ur. 17 lipca 1870 w Görlitz, zm. 1939 w Vatrāne).
Zmarł w 1934 roku.

## Wybrane prace
- Das Garantiemandat nach römischem und gemeinem Recht. Halle a. S.: Karras, 1890
- Die Mandatsbürgschaft nach römischem und gemeinem Recht unter Berücks. des Entwurfes eines bürgerlichen Gesetzbuches für das deutsche Reich von Paul Sokolowski, Mitglied d. russ. Inst. f. röm. Recht bei der Univ. zu Berlin. Halle a.S.: Max Niemeyer, 1891
- Договор товарищества по римскому гражданскому праву. Киев: тип. Ун-та св. Владимира (В.И. Завадского), 1893
- Die Philosophie im Privatrecht. Band 1. Sachbegriff und Körper in der klassischen Jurisprudenz und der modernen Gesetzgebung. Halle a.S. : Niemeyer, 1902
- Die Philosophie im Privatrecht. Band 2. Der Besitz im klassischen Recht und des deutschen bürgerlichen Gesetz. Halle a.S.: Niemeyer, 1907
- Die Versandung Europas ... eine andere, große russische Gefahr. Berlin: Dt. Rundschau, 1929
- Der Staat. Halle: Niemeyer, 1932
- Baltikum Rußland. Berlin: Metzner, 1934